# Möllers Bruch
Koordinaten: 51° 37′ 5″ N, 6° 59′ 26″ O
Das Naturschutzgebiet Möllers Bruch liegt auf dem Gebiet der Stadt Gladbeck im Kreis Recklinghausen in Nordrhein-Westfalen.
Das Gebiet erstreckt sich nördlich der Kernstadt von Gladbeck und nordöstlich des Bottroper Stadtteils Feldhausen. Südlich des Gebietes verläuft die Kreisstraße K 33. Westlich – auf Bottroper Gebiet – erstreckt sich das etwa 15,3 ha große Naturschutzgebiet (NSG) Feldhauser Mühlenbach (BOT-011) und südlich – auf Gelsenkirchener Gebiet – das etwa 23,1 ha große NSG Breiker Höfe (GE-006).

## Bedeutung
Das etwa 27,1 ha große Gebiet wurde im Jahr 1997 unter der Schlüsselnummer RE-047 unter Naturschutz gestellt. Schutzziele sind der Erhalt und die Entwicklung bodenständiger Waldgesellschaften sowie die Entwicklung naturnaher Bachabschnitte.